# Titularbistum Isola
Das Bistum Isola (italienisch diocesi di Isola, lateinisch Dioecesis Insulana) ist ein Titularbistum der römisch-katholischen Kirche. 
Es geht zurück auf einen Bischofssitz in der Stadt Isola di Capo Rizzuto, die sich in der italienischen Region Kalabrien befindet. Das Bistum Isola ist seit dem Anfang des 10. Jahrhunderts nachweisbar, gehörte zu den griechischen Bistümern und war Suffragan von Santa Severina, bis es 1818 an Crotone angeschlossen wurde und damit zur Kirchenprovinz Reggio Calabria kam.
| Nr. | Name                              | Amt                                | von               | bis                |
| --- | --------------------------------- | ---------------------------------- | ----------------- | ------------------ |
| 1   | Eduardo André Muaca               | Weihbischof in Luanda (Angola)     | 4. März 1970      | 25. September 1973 |
| 2   | Iván Pálos                        | Weihbischof in Esztergom (Ungarn)  | 7. Januar 1975    | 28. März 1987      |
| 3   | Marian Zimałek                    | Weihbischof in Sandomierz (Polen)  | 29. April 1987    | 12. November 2008  |
| 4   | Jorge Alberto Cavazos Arizpe      | Weihbischof in Monterrey (Mexiko)  | 7. Januar 2009    | 2. April 2016      |
| 5   | Enrique José Parravano Marino SDB | Weihbischof in Caracas (Venezuela) | 27. April 2016    | 19. Juli 2019      |
| 6   | Giorgio Barbetta                  | Weihbischof in Huari (Peru)        | 12. Dezember 2019 |                    |